# 8678 Бал
8678 Бал (8678 Bäl) — астероїд головного поясу.
Тіссеранів параметр щодо Юпітера — 3,188.